# Milčo Angelov
Milčo Angelov Angelov (in bulgaro Милчо Ангелов Ангелов?; Irečekovo, 2 gennaio 1995) è un calciatore bulgaro, attaccante del CSM Reșița.

## Carriera
Ha giocato nella massima serie bulgara.

## Palmarès

### Club

#### Competizioni nazionali
- Coppa di Bulgaria: 1

Slavia Sofia: 2017-2018